# Liwang (Taplejung)
Liwang (nepalski: लिवाङ्ग) – gaun wikas samiti we wschodniej części Nepalu w strefie Meći w dystrykcie Taplejung. Według nepalskiego spisu powszechnego z 2001 roku liczył on 332 gospodarstw domowych i 1746 mieszkańców (871 kobiet i 875 mężczyzn).